# Rosa Raisa
Rosa Raisa (30. května 1893 v Bialystoku, Rusko – 28. září 1963 v Los Angeles, USA) byla americkou sopranistkou polského původu.

## Život
Narodila se 23. května 1893 v Bialystoku. Ve 14 letech utekla před pogromy do Neapole, kde studovala u Barbary Marchisio a E. Tetrazzini. Jejím manželem byl barytonista Giacomo Rimini (1887-1952). Spolu otevřeli školu pro pěvce v Chicagu roku 1937. Zemřela v Los Angeles 28. září 1963.

## Angažmá a role
Poprvé vystoupila roku 1913 jako Leonora v opeře Oberto, kníže sv.Bonofáce Giuseppe Verdiho v Parmě, v rámci oslav 100. narozenin Verdiho.
- 1913-1914 a 1916-1936 – Chicago
- 1924 a 1933 – angažmá v Royal Opera House, Covent Garden v Londýně
- 1924 a 1926 – angažmá v La Scale v Miláně

Svoji pěveckou kariéru ukončila ve čtyřicetičtyřech letech.

### Role
Byla první Turandot a Astérie (opera Nerone Arrigo Boita).
- Tosca
- Aida
- Norma
- dona Anna – opera Don Giovanni Wolfganga Amadea Mozarta